# Morris (wieś)
Morris – wieś w Stanach Zjednoczonych, w stanie Nowy Jork, w hrabstwie Otsego.